# Arshdeep Dosanjh
Arshdeep Dosanjh (Sydney, 30 de julho de 1996) é um jogador de voleibol australiano que atua na posição de levantador.

## Carreira

### Clube
Dosanjh começou a praticar voleibol ainda na infância. Após atuar na Finlândia de 2014 a 2017 e na Suíça na temporada 2017–18, o atleta mudou-se para a Polônia para atuar pelo Aluron Virtu CMC Zawiercie. Na temporada seguinte assinou contrato com o Qatar SC.
Em novembro de 2021 assinou contrato com o Prisma Taranto Volley para competir na primeira divisão do campeonato italiano, enquanto que no ano seguinte se transferiu para a primeira divisão alemã após assinar com o Berlin Recycling Volleys. No início de 2023, o australiano foi anunciado como o novo reforço do BBTS Bielsko-Biała para disputar o campeonato polonês.

### Seleção
Em 2012 foi selecionado para a seleção juvenil da Austrália para uma turnê em Bangkok, Tailândia e Irã, para disputar o Campeonato Juvenil Asiático. Em 2013 foi convocado para representar a seleção australiana na primeira edição do Campeonato Mundial Sub-23, que ocorreu em Uberlândia, Minas Gerais, ficando na décima colocação.
Em 2019, conquistou o vice-campeonato do Campeonato Asiático após perder a final para a seleção do Irã por 3 sets a 0.

## Clubes
| Anos      | Clube                      |
| --------- | -------------------------- |
| 2014–2017 | Lakkapää                   |
| 2017–2018 | Chênois Genève VB          |
| 2018–2020 | Aluron Virtu CMC Zawiercie |
| 2020–2021 | Qatar S.C.                 |
| 2021–2021 | Grand Nancy Volley-Ball    |
| 2021–2021 | Afyon Belediye Yüntaş      |
| 2021–2022 | Prisma Taranto Volley      |
| 2022–2023 | Berlin Recycling Volleys   |
| 2023–     | BBTS Bielsko-Biała         |